# Bulbophyllum dischidiifolium
Bulbophyllum dischidiifolium är en orkidéart som beskrevs av Johannes Jacobus Smith. Bulbophyllum dischidiifolium ingår i släktet Bulbophyllum och familjen orkidéer. Inga underarter finns listade i Catalogue of Life.